# Diócesis de la Iglesia copta ortodoxa
La Iglesia copta ortodoxa se divide territorialmente en diócesis. 

## Santo Sínodo
La máxima autoridad de la Iglesia copta ortodoxa es el Santo Sínodo, que formula las reglas y regulaciones con respecto a los asuntos de la organización y la fe de la Iglesia. El sínodo está presidido por el papa y patriarca de Alejandría, como primus inter pares, y está integrado por todos los obispos, cuyos rangos son: arzobispos metropolitanos, obispos metropolitanos, obispos diocesanos, exarcas patriarcales, obispos misioneros, obispos auxiliares, obispos sufragáneos, obispos asistentes y corepíscopos. Lo integran también en razón de su función los sacerdotes que son vicarios patriarcales de las arquidiócesis de Alejandría y de El Cairo. El papa preside también el Consejo de la Congregación General, integrado por laicos para fines administrativos, y es director de la Escuela catequística de Alejandría.

## Patriarcado
Aunque históricamente asociado con la ciudad de Alejandría, la residencia y sede del papa copto ortodoxo se encuentra en El Cairo desde 1047, cuando fue trasladada por el papa y patriarca Cristódulo. El palacio patriarcal está establecido junto a la catedral de San Marcos, con una residencia adicional en el monasterio de San Bishoi en Uadi Natrun. Un nuevo traslado está previsto a la Nueva Capital Administrativa de Egipto. 
En el Imperio romano hasta la conquista árabe de Egipto en la década de 640 la jurisdicción del papa de Alejandría se extendía por la diócesis civil de Egipto, compuesta por las provincias de: Aegyptus, Augustamnica, Arcadia, Tebaida, Libia Inferior y Libia Superior. En la actualidad el título completo del líder copto ortodoxo es: «papa y señor arzobispo de la gran ciudad de Alejandría y patriarca de toda África en el santo trono ortodoxo y apostólico de san Marcos el Evangelista y santo Apóstol que es, en Egipto, Pentápolis, Libia, Nubia, Sudán, Etiopía, Eritrea y toda África». 
Después de la desaparición de la arquidiócesis de Cartago en el siglo VIII, el patriarcado de Alejandría reclamó su jurisdicción sobre el norte y noroeste de África. Desde 1994 la Iglesia copta de Etiopía se volvió independiente del patriarcado de Alejandría y desde 1998 también la de Eritrea, por lo que la propia jurisdicción patriarcal se redujo a Egipto, Libia, Sudán y Sudán del Sur. Fuera de estos países la Iglesia copta estableció jurisdicciones diocesanas en otras partes de África, que son consideradas posesiones del patriarcado y sus obispos llevan el título de exarcas patriarcales. El trabajo de evangelización se está llevando adelante en Uganda, Kenia, Tanzania, Zambia, Zimbabue, Congo, Camerún, Nigeria, Ghana, Botsuana, Malaui, Angola, Namibia y Sudáfrica. 

## Arquidiócesis papales
El papa de Alejandría es arzobispo de tres arquidiócesis:

### Arquidiócesis de Alejandría
La arquidiócesis copta ortodoxa de Alejandría (إيبارشية الإسكندرية القبطية الأرثوذكسية) es una de las sedes patriarcales y tiene un vicario patriarcal que no es obispo al frente de la catedral de San Marcos en Alejandría. La arquidiócesis cuenta con otras 53 iglesias en la gobernación de Alejandría.
La arquidiócesis cuenta con 3 diócesis sufragáneas en la gobernación de Alejandría, que están encabezadas por obispos generales asistentes del papa:
- 1) Diócesis copta ortodoxa del distrito de Montaza.
- 2) Diócesis copta ortodoxa del distrito de Alejandría Occidental.
- 3) Diócesis copta ortodoxa del distrito de Alejandría Oriental (o Alejandría Central y Oriental).

### Arquidiócesis de El Cairo
La arquidiócesis copta ortodoxa de El Cairo (إيبارشية القاهرة القبطية الأرثوذكسية) es una de las sedes patriarcales y tiene un vicario patriarcal que no es obispo al frente de la catedral de San Marcos en El Cairo. 
La arquidiócesis cuenta con 11 diócesis sufragáneas en la gobernación de El Cairo, que están encabezadas por obispos generales asistentes del papa:
- 1) Diócesis copta ortodoxa del Centro de El Cairo. Tiene a su cargo la catedral de San Marcos y otras 12 iglesias.
- 2) Diócesis copta ortodoxa de la Ciudad de la Paz (o Ciudad de la Paz y los Artesanos) (إيبارشية مدينة السلام والحرفيين القبطية الأرثوذكسية). Tiene sede en el barrio de Dar es Salaam o Ciudad de La Paz —Irineópolis— en El Cairo con 6 iglesias en gobernación de El Cairo y una en la gobernación de Caliubia.
- 3) Diócesis copta ortodoxa de la Región Ferroviaria del Este (إيبارشية شرق السكة الحديد بالقاهرة القبطية الأرثوذكسية). Tiene 9 iglesias.
- 4) Diócesis copta ortodoxa del Antiguo Egipto, Manial, Foum Al Khaleej (o Viejo El Cairo) (إيبارشية مصر القديمة القبطية الأرثوذكسية). Tiene 20 iglesias.
- 5) Diócesis copta ortodoxa de Mokattam (o Mokattam-Katameya). Tiene 8 iglesias.
- 6) Diócesis copta ortodoxa del Sur de Shubra. Tiene 14 iglesias. En 2013 la diócesis de Shubra se dividió en Norte y Sur.
- 7) Diócesis copta ortodoxa del Norte de Shubra. Tiene 13 iglesias.
- 8) Diócesis copta ortodoxa de Haggāna, Almaza, El-Amal y Ciudad Nasr Oriental.
- 9) Diócesis copta ortodoxa de Hadayek al-Qubba-Waili-Abbasiya (Hadayek al-Qubba, al-Waili, Mansheyet al-Sadr y sus dependencias o Hadayek El-Kobba, El-Wailly y Mansheyat El-Sadr). Tiene 12 iglesias.
- 10) Diócesis copta ortodoxa de Ezbet El Nakhl.
- 11) Diócesis copta ortodoxa de Ain Shams-El Matareya. Tiene 11 iglesias.

### Arquidiócesis de América del Norte
La arquidiócesis copta ortodoxa de América del Norte está bajo la directa jurisdicción patriarcal. Tiene sede en Cedar Grove, Nueva Jersey, en Estados Unidos. Antes de la creación de otras diócesis en América del Norte comprendía Estados Unidos y Canadá y desde el 11 de noviembre de 2017 comprende solo el territorio remanente. Tiene a su frente un exarca patriarcal, cargo que está vacante.
La arquidiócesis cuenta con una diócesis sufragánea encabezada por un obispo general asistente del papa:
- 1) Diócesis copta ortodoxa de Alejandría y toda Virginia. Comprende las iglesias papales en el estado de Virginia en Estados Unidos.

## Metropolitanos
Según la tradición alejandrina el papa copto otorga a un reducido número de obispos diocesanos bajo su jurisdicción el rango de obispo metropolitano en un estado personal (in persona episcopi) y no debido al tamaño o importancia de la diócesis. Sin embargo, el rango de arzobispo metropolitano se otorga a aquellos cuyas arquidiócesis tienen importancia histórica y tenían o tienen más de una diócesis sufragánea dentro de sus jurisdicciones territoriales. En la antigüedad en Egipto no había verdaderas metrópolis, sino que el obispo de la capital de cada provincia romana gozó de una especie de primacía en honor y en este sentido es obispo metropolitano más que metropolitano en el sentido que se le dio en los otros patriarcados.

## Iglesia copta ortodoxa francesa
La Iglesia copta ortodoxa francesa fue establecida como diócesis el 2 de julio de 1974 y elevada a Iglesia autónoma bajo jurisdicción del patriarcado el 18 de junio de 1994. Se diferencia de las diócesis coptas de la emigración en que tiene una pastoral adaptada a los coptos franceses occidentales. La diócesis copta ortodoxa de Marsella y Tolón (o de Francia o Tolón y de toda Francia o Tolón, Marsella y toda Francia) tiene sede en Tolón y abarca todo el territorio de Francia superponiéndose a las diócesis coptas de la emigración egipcia.

## Arquidiócesis de Jerusalén
La arquidiócesis copta ortodoxa de Jerusalén y Cercano Oriente (o Jerusalén, Kuwait y los Países del Golfo o Jerusalén, toda Palestina y el Cercano Oriente) (أورشليم والشرق الأدنى) fue establecida en 1236 como consecuencia de que la arquidiócesis ortodoxa siriana de Jerusalén estuvo vacante desde circa 1210 hasta circa 1290. El establecimiento creó un conflicto entre las Iglesias copta y siriana. El arzobispo es abad de los monasterios de San Antonio y de San Jorge en Jerusalén Este y es el único obispo copto que recibe el título de metropolitano a la vez que el de obispo. La sede está en el monasterio de San Antonio en el barrio cristiano de Jerusalén y comprende Israel, Palestina y Jordania. Como exarca patriarcal del Cercano Oriente comprende a los coptos de Kuwait, Siria, Líbano e Irak y en algún momento la península arábiga, territorios que hacen parte del patriarcado de Antioquía. Se considera que la sede corresponde al antiguo patriarcado de Jerusalén y no al patriarcado de Alejandría y es frecuentemente llamada patriarcado copto ortodoxo de Jerusalén, aunque el arzobispo no reclama el título de patriarca, pero recibe una especial distinción de honor. Si no hay otro arzobispo de mayor antigüedad, le corresponde ser el locum tenens cuando el patriarcado queda vacante.

## Arquidiócesis de Behera
La arquidiócesis copta ortodoxa de Behera, Maṭrūḥ, Pentápolis y las cinco ciudades occidentales (o Behera, Tahrir, Marsā Maṭrūḥ y las cinco ciudades occidentales o Damanhur —Hermopolis Parva— y Behera o Behera, Marsā Maṭrūḥ y las cinco ciudades del oeste y norte de África) (إيبارشية البحيرة و التحرير و مرسى مطروح و الخمس مدن الغربية القبطية الأرثوذكسية) es la única arquidiócesis copta actualmente existente en Egipto. Si el arzobispo recibe el rango de metropolitano, se sitúa junto al arzobispo de Jerusalén en el escalón de precedencia inmediato al de patriarca, por lo que en caso de ser un obispo más antiguo que el de Jerusalén le corresponde ser el locum tenens cuando el patriarcado queda vacante. El obispo es abad del monasterio de San Macario de Alejandría en Jabal Al-Qalali, en la gobernación de Behera. Tiene la catedral en Damanhur —Hermópolis Parva— y otras 45 iglesias en Behera, 12 iglesias en Alejandría, 6 iglesias en Menufia y 3 iglesias en Matrú. 
El obispo es a la vez arzobispo titular de Pentápolis, por lo que su jurisdicción comprende Libia, con 3 iglesias en: Trípoli, Misurata y Bengasi. El obispo es además exarca patriarcal titular de África —antigua Cartago—, extendiendo su jurisdicción sobre Túnez, Argelia y Marruecos.

## Diócesis en Egipto
Los obispos diocesanos siguen en orden de precedencia a los obispos metropolitanos, según la fecha de cada consagración. Para octubre de 2021 existen en Egipto 55 diócesis. En algunos casos el papa copto designa uno o más obispos vicarios patriarcales para regir una diócesis o parte de ellas en los casos en las que su obispo diocesano esté impedido de regirla.
- 1) Diócesis copta ortodoxa de Abnub, Al-Fatḥ y Nuevo Asiut (o Abnub y Al-Fatḥ y sus dependencias) (إيبارشية أبنوب و الفتح و توابعها القبطية الأرثوذكسية،). El obispo es también abad del monasterio de San Mina en Abnub. Tiene la catedral en Nuevo Asiut y otras 18 iglesias en la gobernación de Asiut.
- 2) Diócesis copta ortodoxa de Abū Qurqās y sus dependencias. Tiene sede en Abū Qurqās en la gobernación de Menia.
- 3) Diócesis copta ortodoxa de Abū Tīj, Ṣidfa, Al-Ghanāyim y sus dependencias (إيبارشية أبو تيج و صدفا و الغنايم و توابعها القبطية الأرثوذكسية). Tiene la catedral en Abū Tīj y otras 21 iglesias en la gobernación de Asiut.
- 4) Diócesis copta ortodoxa de Akhmīm y Sāqultah y sus dependencias (o Akhmīm, Sāqultah y los santos monasterios del monte Akhmīm) (إيبارشية أخميم و ساقلته و توابعها القبطية الأرثوذكسية). Tiene la catedral en Akhmīm —Panópolis— y otras 16 iglesias en la gobernación de Suhag.
- 5) Diócesis copta ortodoxa de Al-Balyanā (o Al-Balyanā, Bardis y Awlad Tawf Sharq y sus dependencias) (إيبارشية البلينا و برديس و أولاد طوف شرق و توابعها القبط). Tiene la catedral en Al-Balyanā —Abidos— en la gobernación de Suhag.
- 6) Diócesis copta ortodoxa de Al-Ma'ādī, Al-Basātīn, Dār as-Salām y sus dependencias (إيبارشية المعادي والبساتين ودار السلام وتوابعها القبطية الأرثوذكسية). Tiene sede en El Cairo en la gobernación de El Cairo.
- 7) Diócesis copta ortodoxa de Al-Qūṣiyah y Mair y sus dependencias (إيبارشية القوصية و توابعها القبطية الأرثوذكسية). Tiene la catedral en Al-Qūṣiyah —Cusae— y otras 17 iglesias en la gobernación de Asiut.
- 8) Diócesis copta ortodoxa de Asiut, Sāḥīl Salim y Al-Badārī (o Asiut y sus dependencias) (إيبارشية أسيوط و توابعها القبطية الأرثوذكسية). El obispo es abad del monasterio de Nuestra Señora en el monte Asiut o Drunka. Tiene la catedral en Asiut —Lycopolis— y otras 21 iglesias en la gobernación de Asiut.
- 9) Diócesis copta ortodoxa de Asuán, Kom Ombo y Edfu y sus dependencias (o Asuán) (إيبارشية أسوان و كوم أمبو و إدفو و توابعها القبطية الأرثوذكسية) el obispo es abad del monasterio de San Pacomio el Cenobita en Edfu. Tiene la catedral en Asuán y otras 26 iglesias en la gobernación de Asuán. Está vacante desde el 27 de septiembre de 2021.
- 10) Diócesis copta ortodoxa de Aṭfīḥ (Aṭfīḥ —Afroditópolis—, Aṣ-Ṣaff y sus dependencias) (إيبارشية أطفيح والصف وتوابعها القبطية الأرثوذكسية). Está en la gobernación de Guiza.
- 11) Diócesis copta ortodoxa de Banha y Quesna (إيبارشية بنها و قويسنا القبطية الأرثوذكسية). Tiene la catedral en Banha —Lentópolis— y otras 9 iglesias en Caliubia y 8 en Menufia.
- 12) Diócesis copta ortodoxa de Banī Mazār y Bahnasa y sus dependencias (إيبارشية بني مزار و البهنسا و توابعها القبطية الأرثوذكسية). Fue parte de la diócesis de Beni Suef y Albehnsa. Tiene 23 iglesias en la gobernación de Menia y está vacante desde el 5 de marzo de 2021.
- 13) Diócesis copta ortodoxa de Beni Suef y sus dependencias (إيبارشية بني سويف و توابعها القبطية الأرثوذكسية). Tiene la catedral en Beni Suef —Heracleópolis Magna— y otras 28 iglesias en la gobernación de Beni Suef.
- 14) Diócesis copta ortodoxa de Bibā, Al-Fashn y Sumusṭā y sus dependencias (إيبارشية ببا و الفشن وسمسطا و توابعها القبطية الأرثوذكسية). Fue parte de la diócesis de Beni Suef y Albehnsa, hasta que se dividió en cinco. Tiene la catedral en Bibā y otras 27 iglesias en la gobernación de Beni Suef.
- 15) Diócesis copta ortodoxa de Damieta, Kafr el Sheij, Al-Barari y sus dependencias (إيبارشية دمياط و كفر الشيخ و البراري و توابعها القبطية الأرثوذكسية). El obispo abad del convento de monjas de Santa Demiana en Al-Barari. Tiene 13 iglesias en Kafr el Sheij, 5 en Damieta y 4 en Dacalia.
- 16) Diócesis copta ortodoxa de Dayr Mawās y Delga y sus dependencias (إيبارشية دير مواس و دلجا و توابعها القبطية الأرثوذكسية). Tiene la catedral en Dayr Mawās y otras 15 iglesias en Menia y una en Caliubia.
- 17) Diócesis copta ortodoxa de Dishnā y sus dependencias (إيبارشية دشنا و توابعها القبطية الأرثوذكسية). Tiene la catedral en Dishnā y otras 7 iglesias en la gobernación de Quena.
- 18) Diócesis copta ortodoxa de El-Mahalla El-Kubra y sus dependencias (o El-Mahalla El-Kubra y Sebennitos) (إيبارشية المحلة الكبرى و توابعها القبطية الأرثوذكسية). El obispo renunció en 2005 y tiene un obispo general a cargo. Tiene 15 iglesias en la gobernación Occidental (o Gharbia).
- 19) Diócesis copta ortodoxa de El Mansura y dependencias (إيبارشية المنصورة توابعها و توابعها القبطية الأرثوذكسية). Es abad es también abad del monasterio de San Jorge en Meit Demsis. Tiene la catedral en El Mansura —Leontópolis— y otras 14 iglesias en la gobernación de Dacalia.
- 20) Diócesis copta ortodoxa de Fayún y sus dependencias (إيبارشية الفيوم و توابعها القبطية الأرثوذكسية). El obispo y también abad de los monasterios del Ángel Gabriel Al-Amer en Jabal Al-Naqluun y de San Macario de Alejandría en Fayún. Tiene la catedral en Fayún y otras 30 iglesias en la gobernación de Fayún.
- 21) Diócesis copta ortodoxa de Guiza Central y sus dependencias (Guiza Central y jurisdicciones afiliadas) (إيبارشية وسط الجيزة وتوابعها القبطية الأرثوذكسية). Sede en Guiza (Menfis) en la gobernación de Guiza.
- 22) Diócesis copta ortodoxa de Helwan y Al-Ma'ṣarah (Helwan —Tura—, Al-Ma'ṣarah y Al Tebeen o Helwan y Al-Ma'ṣarah) (إيبارشية حلوان و المعصرة القبطية الأرثوذكسية). La sede se encuentra en el monasterio de San Barsoum El-Erian en Al-Ma'ṣarah y además tiene otras 23 iglesias en la gobernación de El Cairo.
- 23) Diócesis copta ortodoxa de Jirjā y sus dependencias (إيبارشية جرجا و توابعها القبطية الأرثوذكسية). El obispo es abad del monasterio del Arcángel Miguel en el monte Jirjā. Tiene la catedral en Jirjā (Tinis) y otras 24 iglesias en la gobernación de Suhag.
- 24) Diócesis copta ortodoxa de Ismailía y sus dependencias (إيبارشية الإسماعيلية و توابعها القبطية الأرثوذكسية). Tiene la catedral en Ismailía —Heroónpolis— y otras 13 iglesias en la gobernación de Ismailía.
- 25)  Diócesis copta ortodoxa de Lúxor, Esna, Armant y sus dependencias (o Lúxor) (إيبارشية الأقصر وإسنا وأرمنت و توابعها القبطية الأرثوذكسية). Tiene la catedral en Lúxor —Diospolis Magna— y otras 17 iglesias en la gobernación de Lúxor. Su obispo fue suspendido el 17 de junio de 2000 y está reemplazado por un obispo general Lúxor y otro en Esna y Armant.
- 26) Diócesis copta ortodoxa de Maghāghah, Al-'Idwah y sus dependencias (إيبارشية مغاغة و العدوة و توابعها القبطية الأرثوذكسية). Fue parte de la diócesis de Beni Suef y Albehnsa. Tiene la catedral en Maghāghah y otras 29 iglesias en la gobernación de Menia.
- 27) Diócesis copta ortodoxa de Mallawī, Ansna, Ashmounin y sus dependencias (إيبارشية ملوي و أنصنا و الأشمونين و توابعها القبطية الأرثوذكسية). El obispo es abad del monasterio de San Fana en Qasr Hur y del convento de monjas de la Virgen en Deir el-Battol. Tiene la catedral en Mallawī y otras 37 iglesias en la gobernación de Menia.
- 28) Diócesis copta ortodoxa de Manfalūṭ y sus dependencias (إيبارشية منفلوط و توابعها القبطية الأرثوذكسية). Tiene 17 iglesias en la gobernación de Asiut.
- 29) Diócesis copta ortodoxa del Mar Rojo y sus dependencias (o Hurgada, Kosseir y todo el Mar Rojo) (إيبارشية البحر الأحمر و توابعها القبطية الأرثوذكسية). Tiene 8 iglesias en la gobernación del Mar Rojo y se extiende por más de 1000 km.
- 30) Diócesis copta ortodoxa de Maṭāy y sus dependencias (إيبارشية مطاي و توابعها القبطية الأرثوذكسية). Fue parte de la diócesis de Beni Suef y Bahnasa. Tiene la catedral en Maṭāy —Acanthus— y otras 26 iglesias en la gobernación de Menia.
- 31) Diócesis copta ortodoxa de Menia y sus dependencias. Tiene sede en Menia en la gobernación de Menia. Fue creada en 2021 al dividirse la diócesis de Menia y Abū Qurqās.
- 32) Diócesis copta ortodoxa de Menia Oriental y sus dependencias (الإيبارشية إيبارشية شرق المنيا وتوابعها). Se encuentra en la gobernación de Menia.
- 33) Diócesis copta ortodoxa de Menufia y sus dependencias (إيبارشية المنوفية و توابعها القبطية الأرثوذكسية). Tiene la catedral en Shibin el-Kom y otras 47 iglesias en Menufia y una en Caliubia.
- 34) Diócesis copta ortodoxa de Mīt Ghamr y sus dependencias (o Mīt Ghamr, Dakadous y Bilad El Sharqia) (إيبارشية ميت غمر و توابعها القبطية الأرثوذكسية). Tiene la catedral en Mīt Ghamr y otras 4 iglesias en la gobernación Oriental (o Sharqia), 11 en Dacalia y 1 en Caliubia.
- 35) Diócesis copta ortodoxa de Naj' Ḥammādī y Abu Tesht(o Naj' Ḥammādī y sus dependencias o Naj' Ḥammādī) (إيبارشية نجع حمادي و توابعها القبطية الأرثوذكسية). Tiene la catedral en Naj' Ḥammādī —Jenoboskion— y otras 18 iglesias en la gobernación de Quena.
- 36) Diócesis copta ortodoxa de Naqādah, Qūṣ y sus dependencias(إيبارشية نقادة و قوص و توابعها القبطية الأرثوذكسية). El obispo es abad del monasterio del Arcángel Miguel en Naqādah (Ombos). Tiene la catedral en Qūṣ —Apollonopolis Parva o Hypselis— y otras 8 iglesias en la gobernación de Quena.
- 37) Diócesis copta ortodoxa del Norte de Guiza (o Imbābah y Al-Warrāq y sus dependencias) (إيبارشية إمبابة والوراق وتوابعها القبطية الأرثوذكسية، شمال الجيزة). Está en la gobernación de Guiza.
- 38) Diócesis copta ortodoxa del Nuevo Valle y los Oasis (o El Wady El-Gedid) (إيبارشية الوادي الجديد القبطية الأرثوذكسية). Tiene la catedral en Shurṭah al-Dākhlah y otras 2 iglesias en la gobernación del Nuevo Valle.
- 39) Diócesis copta ortodoxa de Puerto Saíd y sus dependencias (إيبارشية بورسعيد و توابعها القبطية الأرثوذكسية). Tiene la catedral en Puerto Saíd —Pelusio— y otras 8 iglesias en la gobernación de Puerto Saíd.
- 40) Diócesis copta ortodoxa de Quena (o Quena, Qifṭ y sus dependencias) (إيبارشية قنا و توابعها القبطية الأرثوذكسية). Tiene la catedral en Quena y otras 9 iglesias en la gobernación de Quena.
- 41) Diócesis copta ortodoxa de Samālūṭ y sus dependencias (o Samālūṭ y Taha Al-Amoud) (إيبارشية سمالوط و توابعها القبطية الأرثوذكسية). Tiene la catedral en Samālūṭ y otras 42 iglesias en la gobernación de Menia.
- 42) Diócesis copta ortodoxa de la ciudad Seis de Octubre (o ciudad Seis de Octubre, Awsīm y sus dependencias) (إيبارشية مدينة 6 أكتوبر وأوسيم وتوابعها القبطية الأرثوذكسية). Está en la gobernación de Guiza.
- 43) Diócesis copta ortodoxa de Sharqia y Madīnat 'Ashirh min-Ramaḍān y sus dependencias (o Sharqia y 10 de Ramadán) (إيبارشية الشرقية و العاشر من رمضان و توابعها القبطية الأرثوذكسية). Tiene 23 iglesias en la gobernación Oriental (o Sharqia).
- 44) Diócesis copta ortodoxa de Shubrā al-Khaymah y sus dependencias (o Shubrā al-Khaymah, Caliubia y El Qanater El Khayreya) (إيبارشية شبرا الخيمة و توابعها القبطية الأرثوذكسية). Tiene la catedral en Shubrā al-Khaymah (o Shubrā al-Balad) y otras 31 iglesias en Caliubia y 1 en El Cairo. Fue parte de la diócesis de Caliubia hasta 2018.
- 45) Diócesis copta ortodoxa de Sibīn al-Qanāṭir y sus dependencias (إيبارشية شبين القناطر و توابعها القبطية الأرثوذكسية). Tiene la sede en las iglesias de Abu Zaabal y tiene otras 22 iglesias en Caliubia y 5 en El Cairo. Está vacante desde el 29 de agosto de 2021.
- 46) Diócesis copta ortodoxa de Sinaí del Norte (o El Arish) (إيبارشية شمال سيناء القبطية الأرثوذكسية). Fue creada al dividirse la diócesis de Sinaí en 2001. Tiene la catedral en El Arish (Rhinocolura) y otras 4 iglesias en la gobernación de Sinaí del Norte.
- 47) Diócesis copta ortodoxa de Sinaí del Sur (إيبارشية جنوب سيناء القبطية الأرثوذكسية). Fue creada al dividirse la diócesis de Sinaí en 2001. Tiene la catedral en Sharm el-Sheij y otra iglesia en la gobernación de Sinaí del Sur.
- 48) Diócesis copta ortodoxa de Suez y sus dependencias (إيبارشية السويس و توابعها القبطية الأرثوذكسية). Tiene 6 iglesias en la gobernación de Suez.
- 49) Diócesis copta ortodoxa de Suhag, Al-Munsha'āh y Al-Marāghah y sus dependencias (إيبارشية سوهاج و المنشاة و المراغة و توابعها القبطية الأرثوذكسية). Tiene la catedral en Suhag —Atribis— y otras 30 iglesias en la gobernación de Suhag.
- 50) Diócesis copta ortodoxa de Sunbo y Dayrūṭ (o Dayrūṭ, Sunbo, Kosqam y sus dependencias o Dayrūṭ y Sunbo)(إيبارشية ديروط و صنبو و قسقام و توابعها القبطية الأرثوذكسية). El obispo es abad del monasterio de la Virgen María y el Arcángel Miguel para monjas en Dayrūṭ. Tiene además otras 22 iglesias en la gobernación de Asiut.
- 51) Diócesis copta ortodoxa de Tahta y Juhaynah y sus dependencias (o Tahta, Juhaynah y Gabalein —Afroditópolis y Hispis o Pathyris—) (إيبارشية طهطا و جهينة و توابعها القبطية الأرثوذكسية). Tiene la catedral en Tahta y otras 38 iglesias en la gobernación de Suhag.
- 52) Diócesis copta ortodoxa de Tama y sus dependencias (إيبارشية طما و توابعها القبطية الأرثوذكسية). Tiene 38 iglesias en la gobernación de Suhag.
- 53) Diócesis copta ortodoxa de Tamoh y sus dependencias (o Tamoh, El-Badrashein, El Hawamdiah y jurisdicciones afiliadas) (إيبارشية طموه وتوابعها القبطية الأرثوذكسية). Tiene sede en la gobernación de Guiza.
- 54) Diócesis copta ortodoxa de Ṭanṭā y sus dependencias (إيبارشية طنطا و توابعها القبطية الأرثوذكسية). Tiene la catedral en Ṭanṭā y otras 19 iglesias en la gobernación Occidental o de Gharbia.
- 55) Diócesis copta ortodoxa de Zaqaziq y Minyā al-Qamḥ y sus dependencias (إيبارشية الزقازيق و منيا القمح و توابعها القبطية الأرثوذكسية). Tiene la catedral en Zaqaziq (Bubastis) y otras 25 iglesias en la gobernación Oriental (o Sharqia).

## Diócesis fuera de Egipto

### Resto de África
- 1) Diócesis copta ortodoxa de Atbara, Omdurmán y el norte de Sudán (o Atbara, Omdurmán, Puerto Sudán y el norte de Sudán o Atbara, Omdurmán, Nubia y el norte de Sudán). Se encuentra en Sudán.
- 2) Diócesis copta ortodoxa de Jartum y el Sur de Sudán o (Jartum y todo el Sur de Sudán). El obispo es abad del monasterio de San Antonio y San Moisés en Jartum, Sudán.
- 3) Diócesis copta ortodoxa de Sudáfrica, tiene sede en Johannesburgo, Sudáfrica.

### Europa
- 1) Diócesis copta ortodoxa de Austria y los distritos alemanes de Suiza (o Viena y toda Austria). El obispo es abad del monasterio de San Antonio, ubicado en Obersiebenbrunn en Austria.
- 2) Diócesis copta ortodoxa de Birmingham (o Birmingham, todas las Midlands y sus regiones afiliadas). Tiene sede en Birmingham, Inglaterra, Reino Unido.
- 3) Diócesis de Escandinavia (o Países Escandinavos o Estocolmo y toda Escandinavia). Tiene sede en Suecia y comprende además Dinamarca, Noruega, Finlandia e Islandia.
- 4) Diócesis copta ortodoxa de Europa Central y sus dependencias. Comprende Hungría, Rumania, República Checa, Eslovenia y Polonia.
- 5) Diócesis copta ortodoxa de Grecia (o Atenas, toda Grecia y Chipre). Tiene sede en Grecia.
- 6) Diócesis copta ortodoxa de Irlanda, Escocia, noreste de Inglaterra y sus dependencias (o Irlanda, Escocia y todo el noreste de Inglaterra). El obispo es abad del monasterio del Papa Atanasio el Apostólico en Inglaterra y del convento de monjas de San Jorge en Irlanda. Tiene sede en Escocia, Reino Unido.
- 7) Diócesis copta ortodoxa de Londres y sus dependencias (o Londres, Sur de Inglaterra y Sur de Gales). Tiene sede en Londres, Reino Unido.
- 8) Diócesis copta ortodoxa de Milán y sus dependencias. (ية الأرثوذكسية). El obispo es abad del monasterio de San Shenuda el Archimandrita en Milán, Italia. Tiene 24 iglesias.
- 9) Diócesis copta ortodoxa del Norte de Alemania y sus dependencias (o Höxter, Brenkhausen y jurisdicciones afiliadas). El obispo es abad del monasterio de Santa María y San Mauricio y las iglesias que lo rodean en Höxter, Alemania.
- 10) Diócesis copta ortodoxa de los Países Bajos (o Ámsterdam y todos los Países Bajos y jurisdicciones afiliadas o Países Bajos y Bélgica). Sede en Países Bajos.
- 11) Diócesis copta ortodoxa de París y Norte de Francia
- 12) Diócesis copta ortodoxa del Sur de Alemania. El obispo es abad del monasterio de San Antonio el Grande y las iglesias que lo rodean en Kroeffelbach, Alemania. Comprende Hesse, Renania-Palatinado, Baviera, Baden-Wurttemberg y parte de Renania del Norte-Westfalia.
- 13) Diócesis copta ortodoxa del Sur de Francia y los distritos franceses de Suiza (o Sur de Francia y Ginebra en Suiza o Ginebra y el Sur de Francia) (إيبارشية جنوب فرنسا، وجنيف بسويسرا). Fue establecida en mayo de 2015.
- 14) Diócesis copta ortodoxa de Turín, Roma y sus dependencias (o Turín, Roma y Sur de Italia). Tiene sede en Roma, Italia.

### América del Norte
- 1) Diócesis copta ortodoxa de Carolina del Norte y del Sur, Kentucky y dependencias (o Carolina del Norte, Carolina del Sur y sus dependencias o Carolina del Sur, Carolina del Norte y Kentucky). Fue creada el 11 de junio de 2016. Tiene sede en Raleigh, Carolina del Norte en Estados Unidos. Comprende los estados de Carolina del Norte, Carolina del Sur y Kentucky y tiene 12 iglesias.
- 2) Diócesis copta ortodoxa de Los Ángeles, Sur de California y Hawái (o Los Ángeles, todo el sur de California y Hawái o Los Ángeles, Sur de California y Hawái). El obispo es abad del monasterio de San Antonio el Grande en Barstow, California, Estados Unidos. Tiene sede en Pomona (en California) y comprende el estado de Hawái y los condados del sur California desde Fresno, San Luis Obispo, Kings e Inyo, inclusive. Fue creada en noviembre de 1995 y tiene 41 iglesias.
- 3) Diócesis copta ortodoxa de Mississauga y Vancouver, oeste de Canadá (o Mississauga, Vancouver y Canadá Occidental). Tiene sede en Canadá. Comprende las provincias de Columbia Británica, Alberta, Saskatchewan, Manitoba, y Ontario al oeste de Mississauga.
- 4) Diócesis copta ortodoxa de Nueva York y Nueva Inglaterra (o Nueva York y sus dependencias o Nueva York y Nueva Inglaterra y todos los estados del Noreste de los Estados Unidos de América). Tiene sede en Chestnut Ridge en el estado de Nueva York, Estados Unidos y fue creada el 25 de noviembre de 2013. Comprende los estados de Connecticut, Maine, Massachusetts, Nueva Hampshire, Nueva York, Rhode Island y Vermont. Tiene 33 iglesias.
- 5) Diócesis copta ortodoxa de Ohio, Míchigan e Indiana. Sede en Estados Unidos. Fue creada el 11 de noviembre de 2017 y tiene 11 iglesias. Comprende los estados de Ohio, Míchigan e Indiana en Estados Unidos.
- 6) Diócesis copta ortodoxa de Ottawa, Montreal y Canadá Oriental. Comprende en Canadá las provincias de Quebec, Nuevo Brunswick, Isla del Príncipe Eduardo, Nueva Escocia, Terranova y Labrador y Ontario al este de Kingston.
- 7) Diócesis copta ortodoxa de Pensilvania, Delaware, Maryland y Virginia Occidental (Pensilvania y regiones afiliadas). Fue creada el 11 de noviembre de 2017. Comprende los estados de Pensilvania, Delaware, Maryland y Virginia Occidental en Estados Unidos.
- 8) Diócesis copta ortodoxa del Sur de los Estados Unidos (o Texas y el Sur de los Estados Unidos de América). El obispo es abad del monasterio de la Santísima Virgen María y San Moisés en Corpus Christi, Texas y del convento de monjas de la Santísima Virgen María y Santa Demiana en Dawsonville, Georgia. Fue creada en noviembre de 1995 y comprende en Estados Unidos los estados de: Alabama, Arkansas, Florida, Georgia, Luisiana, Misisipi, Oklahoma, Tennessee, Arizona, Nuevo México y Texas. Tiene dos obispos generales asistentes. Tiene sede en Colleyville en Texas. Tiene 61 iglesias.

### América del Sur
- 1) Diócesis copta ortodoxa de Bolivia (o Santa Cruz de la Sierra y toda Bolivia). Tiene sede en Santa Cruz de la Sierra, Bolivia.
- 2) Diócesis copta ortodoxa de Brasil (o São Paulo y todo Brasil). Tiene sede en São Paulo, Brasil.

### Oceanía y Asia oriental
- 1) Diócesis copta ortodoxa de Melbourne (o Melbourne, Victoria (Australia), Tasmania, Territorio de la Capital Australiana, Australia Meridional, Australia Occidental, Nueva Zelanda y exarcado patriarcal de toda Oceanía). Su obispo renunció el 5 de noviembre de 2018 y fue trasladado al servicio en Los Ángeles, por lo que está vacante. Era también abad del monasterio de San Antonio el Grande en Heathcote, Victoria, Australia. Comprende Victoria, Tasmania, Australia Meridional, Australia Occidental y el Territorio de la Capital Australiana. Como exarca patriarcal de toda Oceanía comprende Nueva Zelanda y Fiyi.
- 2) Diócesis copta ortodoxa de Sídney y dependencias (o Sídney, Nueva Gales del Sur, Queensland, Territorio del Norte, Tailandia, Singapur, Hong Kong, Japón y exarcado patriarcal de toda Asia Oriental). Tiene sede en Sídney, Australia. Comprende Nueva Gales del Sur, Queensland y el Territorio del Norte. Como exarca patriarcal de toda Asia oriental comprende Tailandia, Singapur, Malasia, Japón, China continental e Indonesia.

## Monasterios episcopales
En un cierto número de monasterios el abad recibe la consagración episcopal:

### En Egipto
- 1) Monasterio del Mártir San Jorge. Está ubicado en Khatatba en la gobernación de Menufia.
- 2) Monasterio de San Antonio. Se encuentra en un oasis del desierto arábigo en la gobernación de Suez.
- 3) Monasterio de San Bishoi. Se encuentra en Uadi Natrun en la gobernación de Behera.
- 4) Monasterio de San Jorge. Se encuentra en El Rozaiquat en la gobernación de Lúxor. Quedó vacante en 2021.
- 5) Monasterio de San Macario el Grande. Se encuentra en Uadi Natrun (o Scetis) en la gobernación de Behera. Su obispo fue asesinado el 29 de julio de 2018 y está vacante.
- 6) Monasterio de San Menas. Está ubicado en el desierto de Mariut en la gobernación de Alejandría.
- 7) Monasterio de San Pablo el Ermitaño en el Mar Rojo. Está ubicado en el desierto oriental en la gobernación del Mar Rojo.
- 8) Monasterio de San Samuel el Confesor. Se encuentra en el monte Qalamoun en la gobernación de Beni Suef.
- 9) Monasterio de San Shenuda el Archimandrita (monasterio Blanco). Está ubicado en la gobernación de Suhag.
- 10) Monasterio de Santa María Deipara (o monasterio sirio). Se encuentra en Uadi Natrun (o Scetis) en la gobernación de Behera.
- 11) Monasterios de Santo Tomé y de San Víctor (monasterios de Santo Tomé y del Mártir Marib-Catar). Están ubicados en Khatatba en la gobernación de Menufia. El obispo es supervisor del monasterio de San Musa en El Alamein.
- 12) Monasterio de la Virgen María (Al-Baramous o Paromeos). Se encuentra en Uadi Natrun en la gobernación de Behera.
- 13) Monasterio de la Virgen María (monasterio de la Virgen María, Muharraq, Rizqat al-Dair y Ezbet Touma). Está ubicado en Muharraq en la gobernación de Asiut.
- 14) Monasterio de la Virgen María en las montañas orientales. Se encuentra en Akhmim en la gobernación de Suhag.

### En Australia
- 1) Monasterio de San Shenuda el Archimandrita. Se encuentra en Sídney, Australia.

## Exarcados patriarcales
El patriarca designa a algunos obispos generales para regir exarcados patriarcales fuera de Egipto:

### En África
- 1) Exarcado patriarcal de la evangelización de África (o diócesis de Asuntos Africanos o exarcado patriarcal de Evangelismo y Misión en África Oriental y Central). Tiene sede en Nairobi, Kenia, y comprende a los países de África central y oriental. Es una diócesis misionera.
- 2) Exarcado patriarcal de las Iglesias de Namibia, Botsuana, Zimbabue y Malaui. Es una diócesis misionera.

### Coptos eritreos de América del Norte y Europa
El patriarca de Alejandría designa a obispos generales eritreos, que forman parte del Santo Sínodo de la Iglesia de Eritrea, para áreas con emigración eritrea.
- 1) Exarcado patriarcal de los eritreos en América. Tiene sede en Estados Unidos.
- 2) Exarcado patriarcal para la congregación eritrea en el Reino Unido. Vacante desde el 29 de abril de 2017.

## Obispados
Existen una serie de diócesis denominadas obispados que fueron creadas para motivos específicos y tienen a su frente como administrador a un obispo general.
- 1) Obispado copto ortodoxo de la Juventud (أسقفية الشباب). Fue establecido el 25 de mayo de 1980 y se encarga de los asuntos de la juventud copta. Tiene sede en El Cairo.
- 2) Imprenta Patriarcal.
- 3) Medios Patriarcales. El obispo administrador es jefe del canal de televisión Aghapy.
- 4) Centro Cultural Copto Ortodoxo, tiene sede en El Cairo.